# Андия
Андия (иначе — Андрия) (др.-греч. Ανδρίας) — наложница персидского царя Артаксеркса I.

## Биография
Имя Андии упоминает только Ктесий. Согласно сведениям этого греческого историка, Андия была одной из наложниц Артаксеркса I. По мнению Р. Шмидта, её имя необходимо читать как Андрия. Так же называет её Олмстед А. Андия была родом из Вавилона, и, по замечанию Ф. Кёнига, речь идёт о «частом вавилонском женском имени Амтия».
От этой связи родились Парисатида, ставшая женой своего единокровного брата Дария II, а также Багапас.